# 當夏爾崖
當夏爾崖（英語：Downshire Cliffs），是南極洲的山崖，位於維多利亞地的博克格雷溫克海岸，海拔高度2,000米，在1841年由詹姆斯·庫克率領的英國探險隊命名，現時由南極條約體系管理。